# Institut Sirola
L'institut Sirola (finnois : Sirola-opisto) est une université populaire  dirigée par la Fondation Yrjö Sirola  de 1946 à 1994 à Hämeenlinna en Finlande.

## Présentation
La fondation Yrjö Sirola est fondée sur le Parti communiste finlandais (SKP) et la Ligue démocratique du peuple finlandais (SKDL) et ses organisations membres. 
La fondation et l'institut Sirola qu'elle entretient portent le nom d'Yrjö Sirola (1876-1936), un homme politique communiste qui concentrait ses actions sur les études et la formation populaires. 
L'institut Sirola commence ses activités dans des baraques construites par des volontaires  dans le quartier Lauttasaari d'Helsinki, mais dès la deuxième année, il s'installe  dans un environnement complètement différent, au manoir de Vanaja de la municipalité de Vanaja. 
Le manoir avait été pris par l'Union soviétique en tant que créance allemande après les guerres d'hiver et de continuation. 
En 1956, la Fondation Yrjö Sirola (YSS), gérant l'institut Sirola, achete le manoir de Vanaja à l'Union soviétique.
L'institut Sirola y a fonctionné jusqu'à sa fermeture.

## Enseignement
Les fondements idéologiques des études sont le socialisme scientifique marxiste, et le développement idéologique des enseignements a suivi le développement du mouvement communiste en Finlande. 
Initialement, la plupart des enseignants du collège sint formés en Union soviétique. 
Le premier statut (19 juin 1946) définit la mission de l'institut comme étant « d'approfondir et d'élargir sur une base scientifique la conscience étatique et sociale de notre population active, d'élever son niveau général d'éducation et de développer sa  réflexion sur les questions sociales. ».
L'établissement sera considéré comme un lieu de formation d'agitateurs communistes par la CIA.

## Étudiants
Les étudiants de l'institut Sirola sont soigneusement sélectionnés et les recommandations des organisations proches du collège jouent un rôle clé dans la sélection.
Initialement, un quart des étudiants sont des femmes, mais leur proportion augmentera lentement, pour atteindre près de la moitié dans les années 1970. 
L'âge moyen des apprenants est d'environ 25-30 ans au cours des vingt premières années et s'est rajeuni dans les années 1960, l'âge moyen tombant à 22-23 ans.

## Recteurs
| - Aira Kolula, 1946–1951 - Toivi Väre, 1951–1960 - Erkki Salomaa, 1960–1966 | - Matti Peltonen, 1966–1979 - Asko Räsänen, 1979–1986 - Pekka Pättiniemi, 1986–1990 | - Ilkka Tervonen, 1990–1993 - Sakari Seppi, 1993–1994 |

## Enseignants
| - Antti Hyvönen - Erkki Gustafsson - Eino Nevalainen - Christina Porkkala | - Pauli Martinmäki - Jussi Mäkelä - Paula Peltonen - Matti Peltonen | - Erkki Rautee - Gunnar Asplund - Vesa Niemeläinen - Tutta Tallgren |